# Paul A. Fisher
Paul A. Fisher, född 12 mars 1921, död 5 december 2007, var en amerikansk författare och journalist. 

## Biografi
Fisher föddes den 12 mars 1921 i Indianapolis, Indiana. Han utexaminerades från University of Notre Dame 1943 och studerade sedan vid Georgetown University School of Foreign Service samt vid American University i Washington, D.C. Fisher gick med i den amerikanska armén och arbetade för OSS under andra världskriget. Han arbetade främst i Italien och Nordafrika. Under koreakriget tjänstgjorde han som en kontraspionageofficer.
I slutet av 1960-talet och början av 1970-talet var han en lagstiftande assistent för ledamoten av USA:s representanthus James J. Delaney. Efter att ha arbetat med det i åtta år, så flyttade han till Irland under en kort tid.
När Fisher återvände till USA från Irland började en ny karriär som journalist. Han var Washington Bureau Chief för Twin Circle Magazine och arbetade även som redaktör för Triumph. Han skrev under många år för publikationer som  National Catholic Register och Vandraren. Han rapporterade om konflikten i Nordirland och var en av de reportrar som reste med påven Johannes Paulus II.
Hans hustru dog 1989 och 1994 gifte han om sig med sin andra fru Irene Bock. Fisher var medlem i bland annat grupper som Heliga gravens orden och Columbus riddare. Han dog den 5 december 2007 efter att ha drabbats av en stroke.

## Book
- Behind the Lodge Door: Church, State & Freemasonry in America
- Their God Is the Devil: Papal Encyclicals and Freemasonry

## Fotnoter
1. 1 2 3 4 5  The Washington Post, Obituaries, December 15, 2007
2. ↑   OSS Society Celebrates Memorable 62nd Anniversary in Washington. The OSS Society, Inc. 2004. Arkiverad från originalet den 3 augusti 2007. https://web.archive.org/web/20070803060451/http://www.osssociety.org/pdfs/oss_summer_04.pdf. Arkiverad 3 augusti 2007 hämtat från the Wayback Machine. ”Arkiverade kopian”. Arkiverad från originalet den 3 augusti 2007. https://web.archive.org/web/20070803060451/http://www.osssociety.org/pdfs/oss_summer_04.pdf. Läst 10 mars 2017.